# JK Narva Trans
A Narva Trans egy észt labdarúgócsapat Narvában, Észtországban. Jelenleg az észt labdarúgó-bajnokság élvonalában szerepel.
A csapat legnagyobb sikerét 2001-ben aratta, amikor megnyerte az észt labdarúgókupát, illetve két alkalommal 2007-ben és 2008-ban az észt labdarúgó-szuperkupát is.

## Sikerei
Észt labdarúgókupa-győztes
3 alkalommal (2001, 2019, 2023)
Észt labdarúgó-szuperkupa
2 alkalommal (2007), (2008)

## A Narva Trans szereplése

### Nemzetközi
| Versenykiírás        | Mérk. | Gy | D | V  | RG | KG |
| -------------------- | ----- | -- | - | -- | -- | -- |
| UEFA-bajnokok ligája | 0     | 0  | 0 | 0  | 0  | 0  |
| UEFA-kupa            | 4     | 1  | 0 | 3  | 3  | 14 |
| KEK                  | 0     | 0  | 0 | 0  | 0  | 0  |
| Intertotó-kupa       | 18    | 1  | 1 | 16 | 13 | 56 |
| Összesen             | 22    | 2  | 1 | 19 | 16 | 70 |

| Évad      | Kupa           |              | Ellenfél        | Eredmények | Eredmények |
| --------- | -------------- | ------------ | --------------- | ---------- | ---------- |
| 1996      | Intertotó-kupa | Csoportkör   | FC Groningen    | 1–4        |            |
| 1996      | Intertotó-kupa | Csoportkör   | Vasas           | 1–4        |            |
| 1996      | Intertotó-kupa | Csoportkör   | SK Lierse       | 0–3        |            |
| 1996      | Intertotó-kupa | Csoportkör   | Gaziantepspor   | 0–0        |            |
| 1999      | Intertotó-kupa | 1. forduló   | FC Jokerit      | 0–3        | 1–4        |
| 2000      | Intertotó-kupa | 1. forduló   | FC Ceahlăul     | 2–5        | 2–4        |
| 2001–2002 | UEFA-kupa      | Selejtezőkör | IF Elfsborg     | 3–0        | 0–5        |
| 2003      | Intertotó-kupa | 1. forduló   | OFK Belgrád     | 1–6        | 3–5        |
| 2004      | Intertotó-kupa | 1. forduló   | FK Vėtra        | 0–3        | 0–1        |
| 2005      | Intertotó-kupa | 1. forduló   | Lokeren         | 0–2        | 1–0        |
| 2006      | Intertotó-kupa | 1. forduló   | Kalmar FF       | 1–6        | 0–2        |
| 2007–2008 | UEFA-kupa      | Selejtezőkör | Helsingborgs IF | 0–6        | 0–3        |
| 2008      | Intertotó-kupa | 1. forduló   | FK Ekranas      | 0–1        | 0–3        |

## Külső hivatkozások
- A Narva Trans hivatalos oldala (észtül)